# Финспонг (община)
Община Финспонг (на шведски: Finspångs kommun) е разположена в лен Йостерйотланд, югоизточна Швеция с обща площ 1222 km2 и население 20 903 души (към 31 декември 2013). Административен център на община Финспонг е едноименния град Финспонг.